# سولبنیسیلین
سولبنیسیلین (انگلیسی: Sulbenicillin) یک آنتی بیوتیک از خانواده پنی سیلین ها است که به صورت ترکیبی همراه با دیبکاسین مورد استفاده قرار می گیرد.